# Leopoldo II d'Asburgo-Lorena
Leopoldo II d'Asburgo-Lorena (Vienna, 5 maggio 1747 – Vienna, 1º marzo 1792) è stato granduca di Toscana con il nome di Pietro Leopoldo I di Toscana dal 1765 al 1790 e Imperatore dei romani, Arciduca d'Austria e re d'Ungheria e Boemia dal 1790 al 1792.
Figlio dell'imperatore Francesco I e di sua moglie Maria Teresa d'Austria, fu fratello della celebre Maria Antonietta, regina di Francia, e di Maria Carolina, regina di Napoli. Leopoldo, succeduto al fratello Giuseppe II, fu un moderato proponente dell'assolutismo illuminato e propugnatore del Codice leopoldino, legge che portò il Granducato di Toscana a essere il primo Stato nella storia ad abolire formalmente la pena di morte.

## Biografia

### Infanzia ed educazione

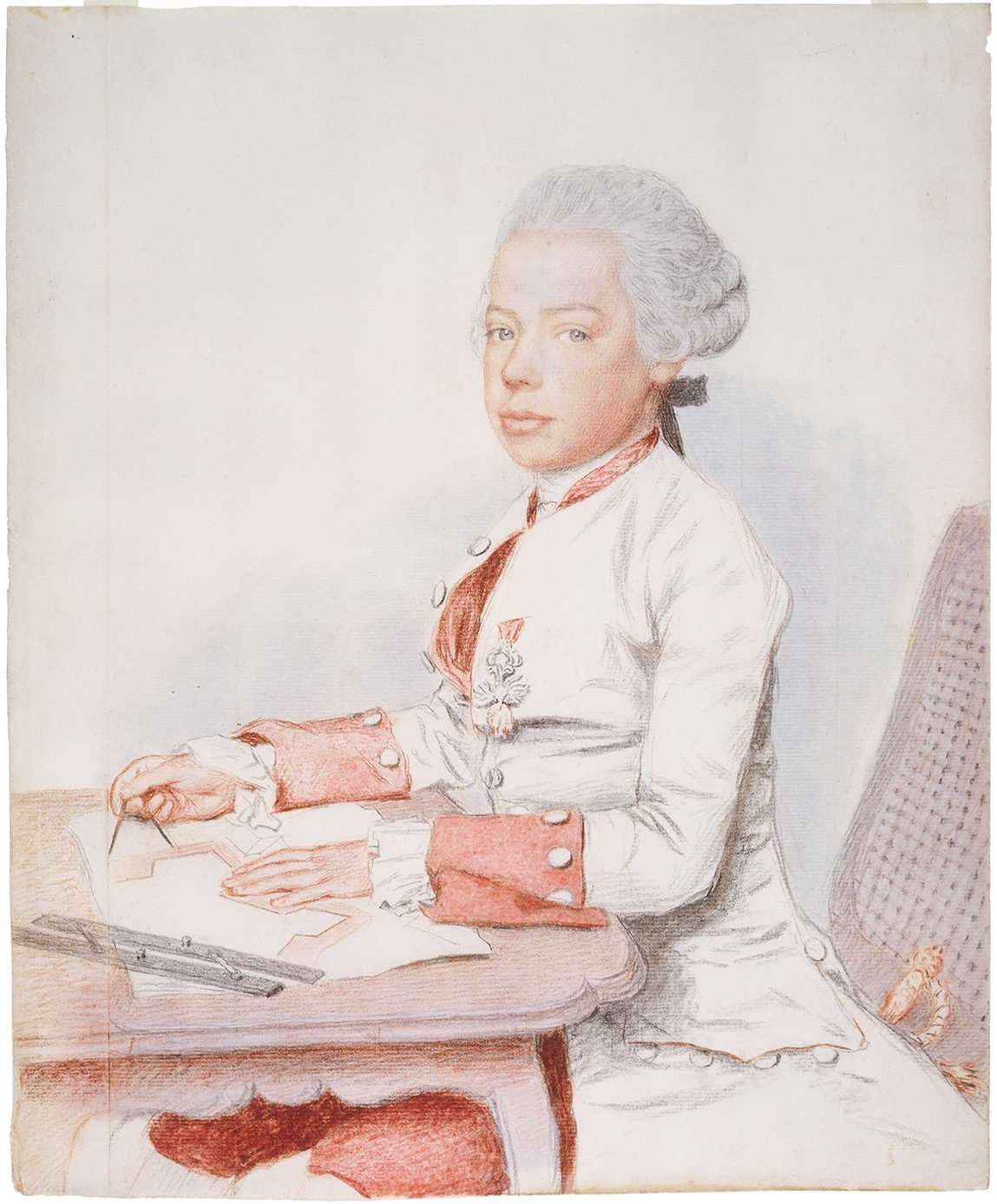
Leopoldo da giovane in una stampa dipinta da Jean-Étienne Liotard, 1762

Nono dei sedici figli di Maria Teresa d'Asburgo e dell'imperatore Francesco I di Lorena, Leopoldo nacque a Vienna il 5 maggio 1747 e sin da giovane si coltivò per lui l'idea di avviarlo alla carriera ecclesiastica, ma le prospettive di successione alla corona del granducato di Toscana, fecero ben presto abbandonare questa idea ai genitori che ripiegarono su suo fratello Massimiliano Francesco (futuro arcivescovo di Colonia).
Il conte Anton Thurn-Valsassina fu suo tutore e confidente nonché suo insegnante, assieme all'avvocato, professore universitario e massone Carlo Antonio Martini che rappresentò una delle personalità più influenti legate alla figura di Leopoldo II. Questi lo istruì alla dottrina della legge naturale e lo appassionò alla lettura filosofica, al punto da destare le preoccupazioni della madre imperatrice, particolarmente pia, la quale lo invitò a consultarsi con il suo confessore prima di scegliere le sue letture. Leopoldo stesso era particolarmente interessato alle scienze e alle tecnologie come suo padre, fatto che li ravvicinò molto nei rapporti. Parlava diverse lingue: il tedesco nativo, il francese, il ceco e il latino, imparando l'italiano solo piuttosto tardi quando si insediò in Toscana.
Nel 1753, con l'idea di succedere alla reggenza della Toscana e di intessere rapporti con gli altri principati italiani, la madre pensò di farlo fidanzare con Maria Beatrice d'Este, erede del Ducato di Modena e Reggio nonché figlia di Francesco III d'Este, vicegovernatore del Ducato di Milano, dominio di cui lo stesso Leopoldo era diventato dal 1754 governatore per conto dei genitori. Questo matrimonio non ebbe mai luogo e la principessa italiana sposò invece il fratello minore di Leopoldo, l'arciduca Ferdinando.

### Granduca di Toscana
Alla morte nel 1761 del fratello maggiore, Carlo, venne dichiarato erede al trono di suo padre al Granducato di Toscana che, secondo gli accordi siglati con la casata dei Medici, era stato destinato a una secondogenitura, ovvero in appannaggio a un figlio ultrogenito del granduca regnante (Francesco I). Questo cambiamento delle condizioni impose dunque il matrimonio il 5 agosto 1765 con l'Infanta Maria Luisa di Borbone-Spagna (1745-1792), figlia di Carlo III di Spagna e di Maria Amalia di Sassonia. Alla morte di suo padre Francesco I (18 agosto 1765), egli gli succedette pertanto alla reggenza del Granducato con il nome di Pietro Leopoldo.
A differenza del suo predecessore, il primo granduca di Toscana degli Asburgo-Lorena Francesco Stefano, egli si stabilì a Firenze e iniziò con zelo un programma di riforma ad ampio raggio, facendo di uno Stato marginale nel contesto delle potenze europee un paese moderno e all'avanguardia sotto molti aspetti. Fu un chiaro esempio di "sovrano illuminato" e le sue riforme si contraddistinsero per una propensione agli scopi pratici più che a quelli teorici. Nella sua opera riformatrice si avvalse di importanti funzionari come Giulio Rucellai, Pompeo Neri, Francesco Maria Gianni, Angelo Tavanti.

Nel 1766 dichiarò estinte le vecchie ripartizioni di origine feudale, come lo Stato Nuovo di Siena, e le sostituì con quattro nuove entità amministrative dette province (di Firenze, di Pisa, di Siena superiore di Siena inferiore).

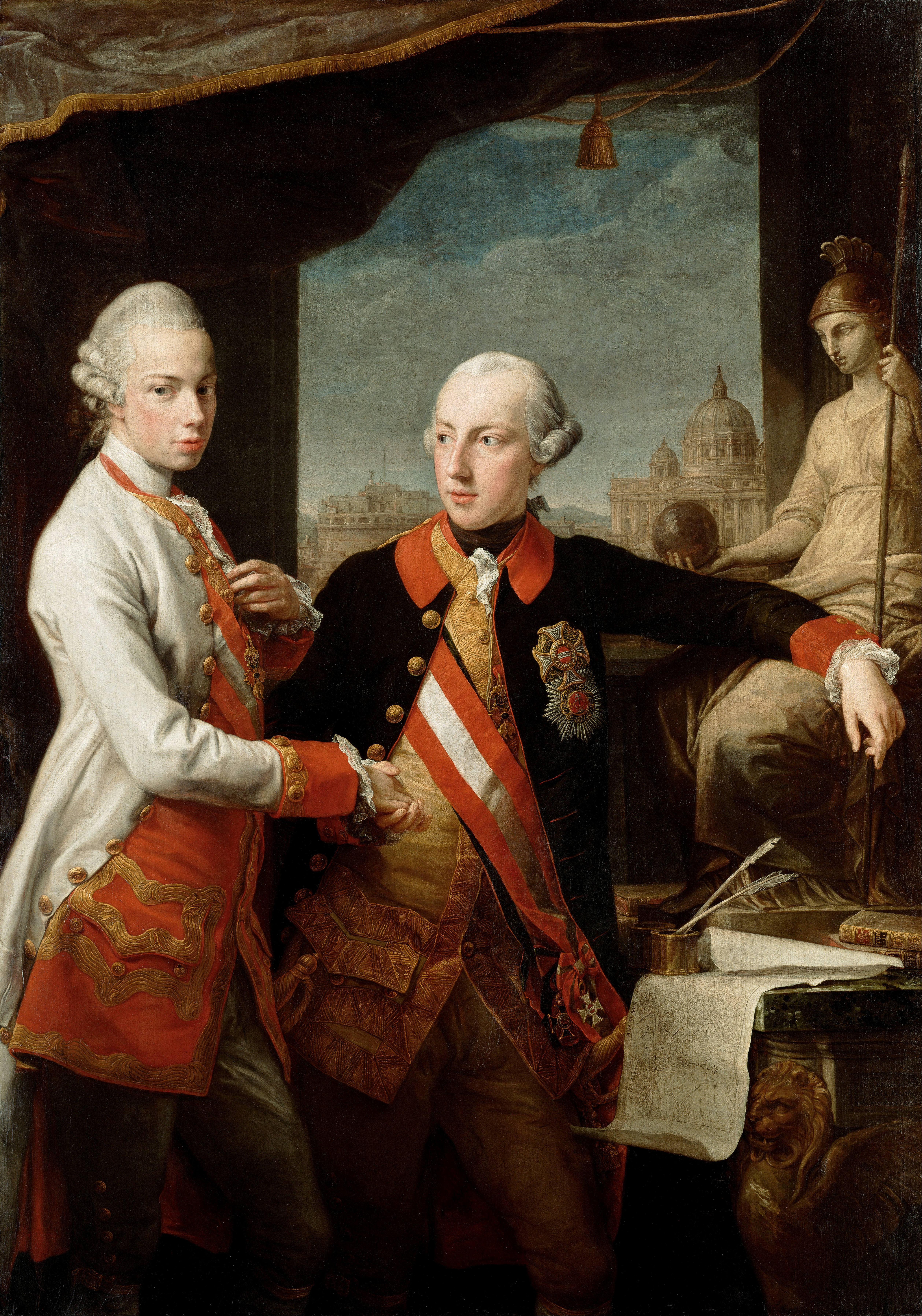
Pietro Leopoldo, granduca di Toscana (a sinistra), e Giuseppe II Imperatore durante un soggiorno a Roma in un ritratto di Pompeo Batoni.

Il granduca avviò una politica liberista e fisiocratica raccogliendo l'appello di Sallustio Antonio Bandini del quale fece pubblicare l'inedito Discorso sulla Maremma, promuovendo la bonifica delle aree paludose nella Maremma e nella Val di Chiana e favorendo lo sviluppo dell'Accademia dei Georgofili.
Il granduca e i suoi ministri avevano letto attentamente le opere dei fisiocratici e tennero conto delle loro idee nella conduzione delle loro riforme. Il Victor de Riqueti, marchese di Mirabeau, un grande rappresentante del movimento, si unì alle élite e ai leader toscani e lavorò per diffondere le teorie fisiocratiche nel paese. Nel 1769 il Marchese dedicò ufficialmente il suo nuovo libro, Les Économiques, al granduca, palesando pubblicamente il suo rapporto privilegiato con la Toscana. Pietro Leopoldo introdusse la libertà nel commercio dei grani abolendo i vincoli annonari che bloccavano le colture cerealicole, ma l'avvenimento capitale fu, dopo tanti secoli, la liquidazione delle corporazioni di origine medievale, ostacolo principale per un'evoluzione economica e sociale dell'attività industriale. Introdusse poi la nuova tariffa doganale del 1781, in base alla quale vennero aboliti tutti i divieti assoluti, che furono sostituiti da dazi protettivi, tenuti, del resto, a un livello molto basso in confronto a quelli allora in vigore.
La trasformazione del sistema fiscale fu da Pietro Leopoldo intrapresa fin dai suoi primi anni di regno e nel 1769 venne abolito l'appalto generale e iniziata la riscossione diretta delle imposte. Esitante si rivelò invece il sovrano fra la politica di Tavanti, che fino al 1781 attraverso il catasto, intendeva prendere la proprietà fondiaria come termine di misura per l'imposizione fiscale e, dopo la morte di Tavanti, nel 1781, quella di Francesco Maria Gianni, suo maggiore collaboratore dal quel momento, che concepiva un piano di eliminazione del debito pubblico attraverso la vendita dei diritti fiscali che lo Stato aveva sulla terra dei sudditi. Si sarebbe poi passati a un sistema fondato esclusivamente sull'imposizione indiretta; operazione questa che, iniziata nel 1788, non era ultimata nel 1790 quando Leopoldo divenne imperatore.
Riformò certi aspetti della legislazione toscana ma il suo maggior progetto, la redazione di un nuovo codice, che Pompeo Neri avrebbe dovuto realizzare, non giunse a termine per la morte del Neri stesso, mentre i progetti di costituzione non ebbero seguito a causa della sua partenza per Vienna.
In campo ecclesiastico Pietro Leopoldo si ispirò ai principi del giurisdizionalismo, sopprimendo i conventi e abolendo i vincoli di manomorta. Inoltre la Toscana si volse religiosamente verso il Giansenismo, rappresentato dal vescovo di Pistoia Scipione de' Ricci, tanto che il granduca gli fece organizzare un sinodo a Pistoia nel 1786 per riformare l'organizzazione ecclesiastica toscana secondo i principi giansenisti.
Il programma uscito da questo sinodo, riassunto in 57 punti e frutto dell'intesa con Pietro Leopoldo, interessava gli aspetti patrimoniali e culturali e affermava l'autonomia delle Chiese locali rispetto al papa e la superiorità del Concilio, ma le forti opposizioni del clero (tra cui spiccavano l'arcivescovo di Firenze Antonio Martini e il vescovo di Sansepolcro Roberto Costaguti) e del popolo lo convinsero a rinunciare a questa riforma.
Riesce invece a ottenere i risultati sperati con l'abolizione delle confraternite, nel 1785, e la riorganizzazione delle giurisdizioni nullius diocesis della Romagna toscana - Sestino, Bagno di Romagna e Galeata - che tra 1779 e 1785 vengono aggregate alla diocesi di Sansepolcro.
Nel periodo 1779-1782 Pietro Leopoldo avviò un progetto costituzionale che continuò ulteriormente nel 1790 per fondare i poteri del sovrano secondo un rapporto contrattualistico. Anche questa politica però suscitò forti opposizioni, e il granduca, che proprio in quell'anno saliva al trono imperiale fu costretto a rinunciarvi.
Nel 1787 egli affidò al giurista e uditore pisano Giuseppe Vernaccini l’incarico di preparare il nuovo codice civile del Granducato di Toscana. L'opera - progettata in 10 volumi - non fu portata a termine a causa della morte prematura del giurista e il progetto non ebbe seguito.
Ma la riforma più importante introdotta da Pietro Leopoldo fu l'abolizione degli ultimi retaggi giuridici medievali: in un colpo solo abolì il reato di lesa maestà, la confisca dei beni, la tortura e, cosa più importante, la pena di morte grazie al varo del nuovo codice penale del 1786 (che prenderà il nome di Riforma criminale toscana o Leopoldina). La Toscana sarà quindi il primo Stato nel mondo ad abolire la pena di morte, adottando i principi degli Illuministi fra i quali Cesare Beccaria che con la sua opera Dei delitti e delle pene ne era il portavoce. L'Illuminismo in Italia si andava affermando attraverso vari circoli culturali fra cui quello dei fratelli Verri in Milano, il più importante e proficuo della penisola e di cui anche il Beccaria faceva parte.
Leopoldo divenne famoso a Firenze anche per i suoi numerosi affari extraconiugali: tra le sue numerose amanti citiamo la moglie di George Clavering-Cowper, III conte Cowper il quale, in ricompensa di avere sottaciuto questa relazione di cui era a conoscenza, ricevette grandi onori dal fratello di Leopoldo, Giuseppe II.

### Leopoldo II imperatore

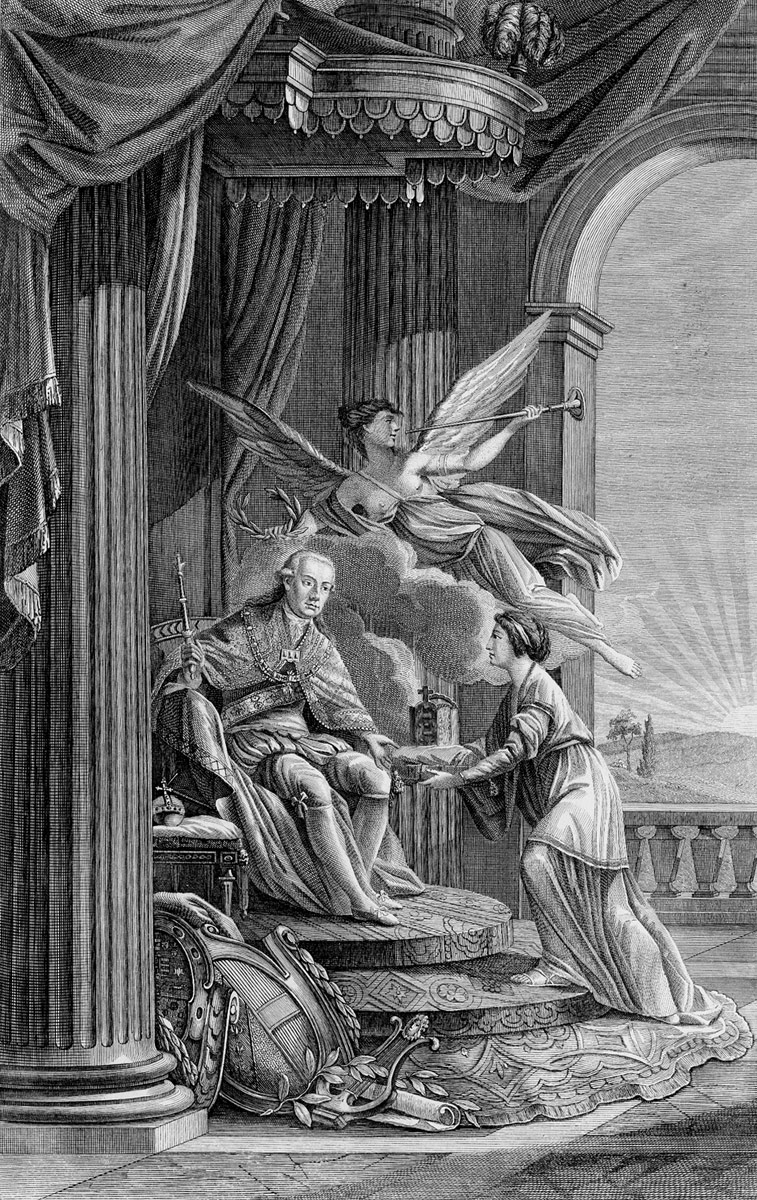
Allegoria in cui Leopoldo II riceve la corona imperiale

Leopoldo, durante la sua reggenza sulla Toscana, aveva dimostrato una tendenza a speculare per garantire allo Stato una costituzione. Nel 1790 egli ereditò il trono imperiale alla morte del fratello Giuseppe II, e iniziò a preoccuparsi attivamente delle innovazioni introdotte da questi pur contrastando alcuni ideali del precedente governo. Egli riconobbe gli Stati di governo quali "colonne della monarchia", pacificò ungheresi e boemi e acquietò gli insorgenti dei Paesi Bassi austriaci (attuale Belgio) con diverse concessioni. Quest'ultima prova però ebbe esito negativo e Leopoldo II fu costretto a fare marciare le proprie truppe nel paese per ristabilire l'ordine e l'autorità austriaca. Egli continuò a sostenere che nessuna bolla papale potesse essere pubblicata entro i suoi domini senza il regio assenso (placetum regium). Per placare altri malcontenti creati dal regno del fratello, egli dovette emanare un decreto il 9 maggio 1790 che forzava centinaia di servi boemi liberati dal fratello a tornare in servitù dei loro vecchi padroni.
Malgrado questi inconvenienti il suo regno fu sostanzialmente un periodo contraddistinto da una pacificazione generale dell'Impero, anche se bisogna ammettere che il risultato non fu strabiliante e riformatore come in Toscana, data forse anche la breve durata del suo governo che fu di appena due anni. I crescenti disordini rivoluzionari in Francia misero a repentaglio la vita di sua sorella Maria Antonietta, regina di Francia, che venne in seguito ghigliottinata nel 1793 assieme al marito Luigi XVI. Egli si prodigò in prima persona per evitare che la rivoluzione uscisse dai confini francesi, inviando al governo francese appelli appassionati per tentare di salvare le sorti del regno e quando questo non fu più possibile si rivolse direttamente ai realisti inneggiando alla presa delle armi contro i rivoluzionari.
Dall'Est egli dovette fronteggiare l'ambizione della zarina Caterina II di Russia e la politica senza scrupoli della Prussia. La stessa Caterina, del resto, era deliziata dal vedere Austria e Prussia imbarcarsi in una crociata contro la Rivoluzione Francese con l'intento, mentre le due potenze erano occupate oltre il Reno, di annettere alla Russia anche la Polonia e concludere altre conquiste a sfavore dell'Impero Ottomano. Leopoldo II fu accorto e non dovette fare fatica a immaginare il piano della zarina di Russia, il che lo fece desistere dal reagire violentemente e repentinamente contro la Francia.
Ad appena sei mesi dall'ascesa al trono Leopoldo II concluse fruttuosi accordi con l'Inghilterra in funzione anti-russa e non appena fu sicuro del supporto della Gran Bretagna, fu in grado di pensare alla Prussia. Essendo in rapporti personali con Federico Guglielmo II, decise di incontrarlo a Reichenbach nel luglio del 1790, concludendo un accordo che (dato il periodo storico particolarmente negativo), portò la Prussia a venire a un compromesso con l'Impero, fatto che spinse anche la Russia a rinunciare ai propri progetti di annessione. L'incoronazione di Leopoldo a re d'Ungheria ebbe luogo il 15 novembre 1790 a Presburgo, ma venne preceduta da un decreto con il quale egli riconosceva la superiorità dei magiari su altri popoli. Nell'agosto del 1791, inoltre, egli siglò la pace di Sistova che segnava la fine del conflitto iniziato da suo fratello Giuseppe II con l'Impero Ottomano e che egli riteneva superfluo data la situazione in cui l'Europa era andata trovandosi. La pacificazione dei domini a est, consentì quindi all'Imperatore di concludere accordi amichevoli con Inghilterra e Paesi Bassi.
Nel corso del 1791 l'imperatore divenne sempre più preoccupato della situazione in Francia. Nel gennaio di quello stesso anno, egli decise di dimettere il Conte di Artois (futuro Carlo X) dalla propria corte. Egli fu, tra l'altro, il vero artefice della fuga a Varennes di cui furono protagonisti Luigi XVI e Maria Antonietta e quando l'operazione fallì fu egli a premere sul senso di indignazione dei monarchi europei di fronte all'arresto della coppia reale francese compiuto dal governo francese rivoluzionario. Egli invitò a prendere comune misure di sicurezza circa il nuovo mutamento dei fatti, per la sicurezza di tutti i monarchi europei.
Mozart scrisse La clemenza di Tito nel 1791 e tale opera venne commissionata dagli Stati Generali di Boemia come acclusione alle festività che accompagnarono l'incoronazione di Leopoldo II a Re di Boemia, cerimonia che si tenne a Praga il 6 settembre 1791.
Il 25 agosto 1791 Leopoldo II incontrò il re di Prussia a Pillnitz, presso Dresda, e i due sottoscrissero un patto (noto con il nome di Dichiarazione di Pillnitz) secondo il quale i due Stati sarebbero intervenuti militarmente in Francia qualora la loro assistenza fosse stata richiesta da altre potenze europee. La dichiarazione fu però una mera formalità in quanto lo stesso Leopoldo sapeva bene che né Inghilterra né Russia erano pronte ad agire. Di fronte alla reazione che tale decreto ebbe in Francia, egli si dispose al fianco dei realisti esiliati con il progetto di attaccare i rivoluzionari in Alsazia, pur continuando a sperare nell'aiuto che non sarebbe venuto mai.

### Ultimi anni e morte

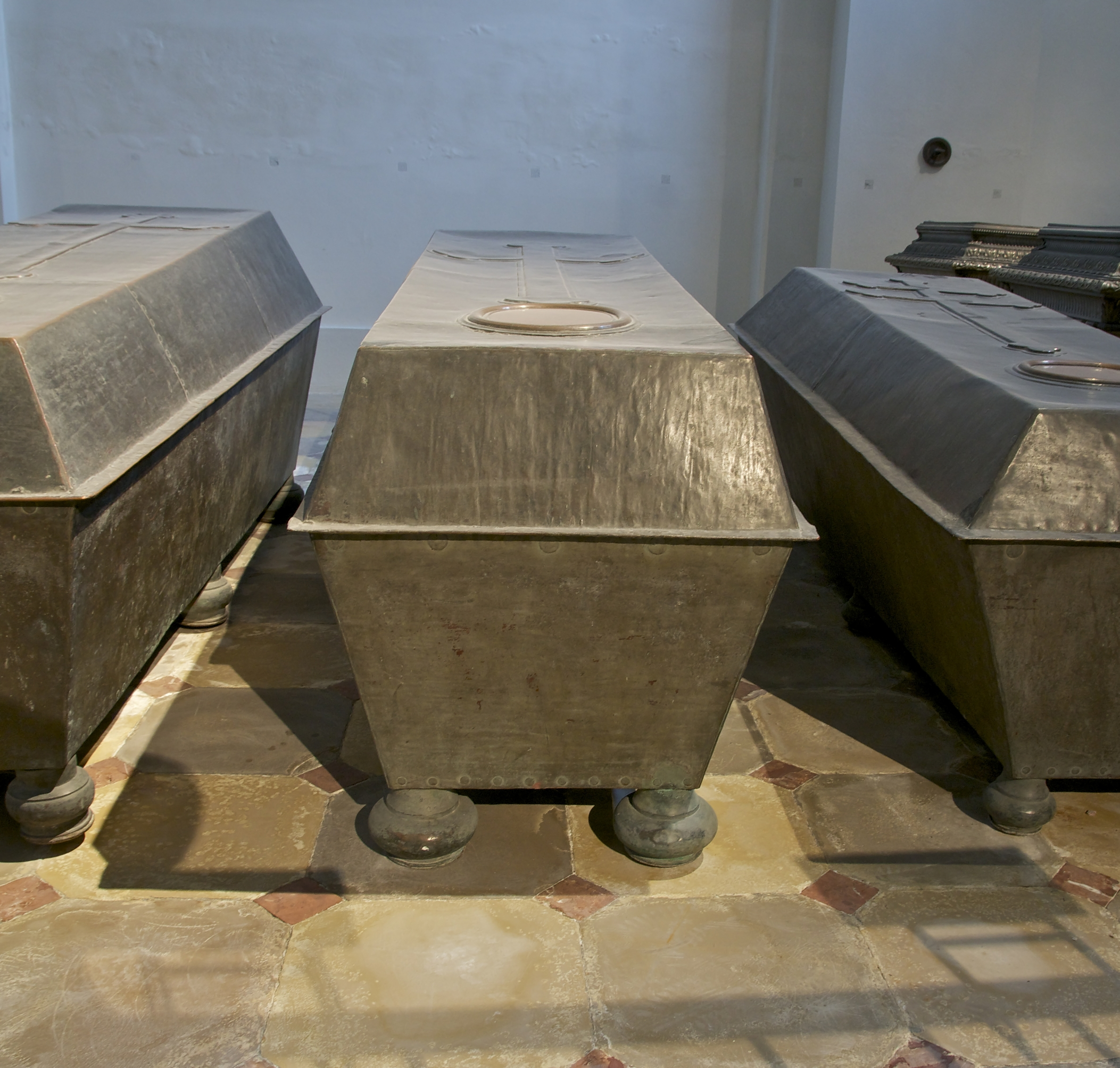
La tomba dell'imperatore Leopoldo nella cripta del Convento dei Cappuccini di Vienna

Quando Luigi XVI venne costretto a firmare la costituzione del 1791, l'Imperatore pensò che i conflitti si dovessero acquietare in Francia, ma gli attacchi ai principi tedeschi presso l'area del Reno e la violenza dei partiti parigini, costrinsero Leopoldo a scendere in campo nuovamente contro la rivoluzione. Purtroppo egli non riuscì a concludere l'ambizioso progetto di calmare le acque in Europa aggiudicandosi il titolo di pacificatore, in quanto morì improvvisamente a Vienna nel marzo del 1792 dopo una brevissima malattia che i medici non seppero diagnosticare: da qui circolò per qualche tempo la voce (mai fondata su prove concrete) che fosse stato avvelenato e si fecero anche i nomi dei possibili colpevoli, identificati nei francesi rivoluzionari, nei gesuiti o addirittura nei massoni.
Altre voci dissero che l'imperatore si era avvelenato nel tentativo di assumere un afrodisiaco. Nei giorni precedenti alla sua morte, Leopoldo II aveva ricevuto quattro salassi ed era stato sottoposto comunque a delle cure dato il peggioramento della sua salute. Dopo le esequie, la sua salma venne sepolta nella Toskanagruft nella cripta del Convento dei Cappuccini di Vienna insieme agli altri Asburgo, mentre il suo cuore come da tradizione venne sepolto nella Augustinerkirche, sempre a Vienna.

## Discendenza
Leopoldo II sposò il 5 agosto 1765 a Innsbruck l'infanta di Spagna Maria Luisa di Borbone-Spagna (1745-1792), figlia del re Carlo III di Spagna, dalla quale ebbe sedici figli:
- Maria Teresa Giuseppa (1767–1827) sposata nel 1787 al re Antonio Clemente di Sassonia;
- Francesco II (1768–1835), imperatore del Sacro Romano Impero fino al 1806, quindi imperatore d'Austria con il nome di Francesco I. Rimase vedovo tre volte e si risposò ogni volta. Sposò:
  - nel 1788 la principessa Elisabetta Guglielmina di Württemberg, figlia del duca Federico Eugenio;
  - nel 1790 la principessa Maria Teresa di Borbone-Napoli, figlia del re Ferdinando IV di Napoli;
  - nel 1808 l'arciduchessa Maria Ludovica d'Asburgo-Este;
  - nel 1816 la principessa Carolina Augusta di Baviera, figlia del re Massimiliano I di Baviera.
- Ferdinando III, granduca di Toscana (1769–1824), sposato
  - nel 1790 alla principessa Luisa Maria Amalia di Borbone-Due Sicilie, figlia del re Ferdinando IV di Napoli;
  - nel 1821 alla principessa Maria Ferdinanda di Sassonia, figlia di Massimiliano di Sassonia.
- Maria Anna (1770–1809), arciduchessa;
- Carlo, duca di Teschen (1771–1847), sposato nel 1815 con la principessa Enrichetta di Nassau-Weilburg;
- Alessandro Leopoldo (1772–1795), arciduca d'Austria, conte palatino di Ungheria;
- Alberto Giovanni Giuseppe (1773–1774), arciduca;
- Massimiliano Giovanni Giuseppe (1774–1778), arciduca;
- Giuseppe (1776–1847), palatino d'Ungheria, rimasto due volte vedovo, sposò:
  - nel 1799 la granduchessa Aleksandra Pavlovna Romanova (1783-1801), figlia dello Zar Paolo I di Russia;
  - nel 1815 la principessa Erminia di Anhalt-Bernburg-Schaumburg-Hoym (1797 – 1817);
  - nel 1819 la principessa Maria Dorotea di Württemberg (1797 – 1855).
- Maria Clementina (1777–1801), andata sposa (1797) al re Francesco I delle Due Sicilie.
- Antonio Vittorio (1779–1835), arcivescovo eletto di Colonia (quindi anche sovrano dell'Elettorato di Colonia e del Ducato di Vestfalia), principe-vescovo di Münster, Gran Maestro dell'Ordine Teutonico, viceré dal 1816 al 1828 del Lombardo-Veneto;
- Maria Amalia (1780–1798), arciduchessa;
- Giovanni (1782–1859), sposato nel 1829 con una borghese, Anna Plochl, divenuta poi baronessa di Brandhofen (dal 1834) e contessa di Merano (dal 1844);
- Ranieri Giuseppe (1783–1853), arciduca, sposato nel 1820 alla principessa Maria Elisabetta, figlia del principe Carlo Emanuele di Savoia-Carignano;
- Luigi (1784–1864);
- Rodolfo Giovanni (1788–1831), cardinale arcivescovo di Olmütz, allievo e sostenitore di Beethoven.

Dall'amante Livia Raimondi, una ballerina romana, che il granduca conobbe a Pisa nel 1786, Leopoldo ebbe un figlio illegittimo:
- Luigi von Grün (1788-1814), fu separato dalla madre dopo la morte del padre, che lasciò una pensione a entrambi; alla sua educazione provvide il fratellastro, l'imperatore Francesco II. Fece carriera nell'esercito austriaco e morì appena ventiseienne di tubercolosi[6].

## Ascendenza
|                                               |                      |                                       | Genitori                                                     |  |  | Nonni |  |  | Bisnonni          |  |  | Trisnonni           |  |
|                                               |                      |                                       |                                                              |  |  |       |  |  | Carlo V di Lorena |  |  | Nicola II di Lorena |  |
|                                               |                      |                                       |                                                              |  |  |       |  |  | Carlo V di Lorena |  |  | Nicola II di Lorena |  |
|                                               |                      | Claudia Francesca di Lorena           |                                                              |  |  |       |  |  | Carlo V di Lorena |  |  |                     |  |
| Leopoldo di Lorena                            |                      |                                       |                                                              |  |  |       |  |  | Carlo V di Lorena |  |  |                     |  |
|                                               |                      | Eleonora Maria Giuseppina d'Austria   | Ferdinando III d'Asburgo                                     |  |  |       |  |  |                   |  |  |                     |  |
|                                               |                      | Eleonora Maria Giuseppina d'Austria   | Ferdinando III d'Asburgo                                     |  |  |       |  |  |                   |  |  |                     |  |
|                                               |                      | Eleonora Maria Giuseppina d'Austria   | Eleonora Gonzaga-Nevers                                      |  |  |       |  |  |                   |  |  |                     |  |
| Francesco I di Lorena                         |                      | Eleonora Maria Giuseppina d'Austria   |                                                              |  |  |       |  |  |                   |  |  |                     |  |
|                                               |                      | Filippo I di Borbone-Orléans          | Luigi XIII di Francia                                        |  |  |       |  |  |                   |  |  |                     |  |
|                                               |                      | Filippo I di Borbone-Orléans          | Luigi XIII di Francia                                        |  |  |       |  |  |                   |  |  |                     |  |
|                                               |                      | Filippo I di Borbone-Orléans          | Anna d'Austria                                               |  |  |       |  |  |                   |  |  |                     |  |
| Elisabetta Carlotta di Borbone-Orléans        |                      | Filippo I di Borbone-Orléans          |                                                              |  |  |       |  |  |                   |  |  |                     |  |
|                                               |                      | Elisabetta Carlotta di Baviera        | Carlo I Luigi del Palatinato                                 |  |  |       |  |  |                   |  |  |                     |  |
|                                               |                      | Elisabetta Carlotta di Baviera        | Carlo I Luigi del Palatinato                                 |  |  |       |  |  |                   |  |  |                     |  |
|                                               |                      | Elisabetta Carlotta di Baviera        | Carlotta d'Assia-Kassel                                      |  |  |       |  |  |                   |  |  |                     |  |
| Leopoldo II d'Asburgo-Lorena                  |                      | Elisabetta Carlotta di Baviera        |                                                              |  |  |       |  |  |                   |  |  |                     |  |
|                                               | Leopoldo I d'Asburgo | Ferdinando III d'Asburgo              |                                                              |  |  |       |  |  |                   |  |  |                     |  |
|                                               | Leopoldo I d'Asburgo | Ferdinando III d'Asburgo              |                                                              |  |  |       |  |  |                   |  |  |                     |  |
|                                               | Leopoldo I d'Asburgo | Maria Anna di Spagna                  |                                                              |  |  |       |  |  |                   |  |  |                     |  |
| Carlo VI d'Asburgo                            | Leopoldo I d'Asburgo |                                       |                                                              |  |  |       |  |  |                   |  |  |                     |  |
|                                               |                      | Eleonora del Palatinato-Neuburg       | Filippo Guglielmo del Palatinato                             |  |  |       |  |  |                   |  |  |                     |  |
|                                               |                      | Eleonora del Palatinato-Neuburg       | Filippo Guglielmo del Palatinato                             |  |  |       |  |  |                   |  |  |                     |  |
|                                               |                      | Eleonora del Palatinato-Neuburg       | Elisabetta Amalia d'Assia-Darmstadt                          |  |  |       |  |  |                   |  |  |                     |  |
| Maria Teresa d'Asburgo                        |                      | Eleonora del Palatinato-Neuburg       |                                                              |  |  |       |  |  |                   |  |  |                     |  |
|                                               |                      | Luigi Rodolfo di Brunswick-Lüneburg   | Antonio Ulrico di Brunswick-Lüneburg                         |  |  |       |  |  |                   |  |  |                     |  |
|                                               |                      | Luigi Rodolfo di Brunswick-Lüneburg   | Antonio Ulrico di Brunswick-Lüneburg                         |  |  |       |  |  |                   |  |  |                     |  |
|                                               |                      | Luigi Rodolfo di Brunswick-Lüneburg   | Elisabetta Giuliana di Schleswig-Holstein-Sonderburg-Norburg |  |  |       |  |  |                   |  |  |                     |  |
| Elisabetta Cristina di Brunswick-Wolfenbüttel |                      | Luigi Rodolfo di Brunswick-Lüneburg   |                                                              |  |  |       |  |  |                   |  |  |                     |  |
|                                               |                      | Cristina Luisa di Oettingen-Oettingen | Alberto Ernesto I di Oettingen-Oettingen                     |  |  |       |  |  |                   |  |  |                     |  |
|                                               |                      | Cristina Luisa di Oettingen-Oettingen | Alberto Ernesto I di Oettingen-Oettingen                     |  |  |       |  |  |                   |  |  |                     |  |
|                                               |                      | Cristina Luisa di Oettingen-Oettingen | Cristina Federica di Württemberg                             |  |  |       |  |  |                   |  |  |                     |  |
|                                               |                      | Cristina Luisa di Oettingen-Oettingen |                                                              |  |  |       |  |  |                   |  |  |                     |  |

## Titolatura
S.M.I. e R. Ap. Leopoldo II
per la grazia di Dio,
eletto Sacro romano Imperatore, sempre augusto,
Re in Germania e di Gerusalemme, d'Ungheria, Boemia, Dalmazia, Croazia, Slavonia, Galizia e Lodomiria;
Arciduca d'Austria,
Duca di Borgogna, di Lorena, di Stiria, di Carinzia e di Carniola,
Gran Duca di Toscana,
Gran Principe di Transilvania,
Margravio di Moravia,
Duca di Brabante, di Limburgo, di Lussemburgo e di Gheldria, del Württemberg, d'Alta e Bassa Slesia, di Milano, di Mantova, di Parma, Piacenza e Guastalla, d'Auschwitz e Zator, di Calabria, di Bar, di Monferrato e di Teschen,
Principe di Svebia e di Charleville,
Conte principesco d'Asburgo, di Fiandre, del Tirolo, di Hennegau, di Kyburg, di Gorizia e Gradisca,
Margravio del Sacro Romano Impero di Burgau, d'Alta e Bassa Lusazia, di Pont-à-Mousson e di Nomeny,
Conte di Namur, di Provenza, di Vaudémont, di Blâmont, di Zutphen, di Sarrewerden, di Salm e di Falkenstein,
Signore della Marca dei Vendi e di Mecheln,
ecc., ecc. [4]